# حمید عباس
حمید عباس (انگلیسی: Humaid Abdulla Abbas؛ زادهٔ ۱۶ آوریل ۱۹۸۸) ورزشکار فوتبال اهل امارات متحده عربی است.
از باشگاه‌هایی که در آن بازی کرده‌است می‌توان به باشگاه فوتبال النصر امارات، باشگاه فوتبال شباب الاهلی امارات، و باشگاه فوتبال شباب الاهلی امارات، اشاره کرد.